# Diarville
 Diarville  es una población y comuna francesa, en la región de Lorena, departamento de Meurthe y Mosela, en el distrito de Nancy y cantón de Haroué.

## Demografía
| 441 | 422 | 409 | 426 | 453 | 435 |
| Para los censos de 1962 a 1999 la población legal corresponde a la población sin duplicidades (Fuente: INSEE [Consultar]) |     |     |     |     |     |

## Personalidades relacionadas con la comuna
- Henri Bergé, diseñador e ilustrador del Art nouveau, nacido en la comuna.[3]